# عفارة (مكيراس)

تعديل مصدري - تعديل

عفارة هي إحدى قرى عزلة مكيراس بمديرية مكيراس التابعة لمحافظة البيضاء، بلغ تعداد سكانها 31 نسمة حسب تعداد اليمن لعام 2004.